# Оссикаулис древесинный
Оссика́улис древеси́нный (лат. Ossicáulis lignátilis) — вид грибов-базидиомицетов, входящий в олиготипный род Оссикаулис семейства Лиофилловые (Lyophyllaceae). Типовой вид рода.

## Описание
Плодовые тела шляпконожечные, мясистые. Шляпка взрослых грибов достигает 2—12 см в диаметре, у молодых грибов выпуклая до уплощённой, с подвёрнутым краем, затем становится вдавленной, тонкомясистая, гигрофанная, но не просвечивающая, с голой гладкой поверхностью. Окраска шляпки во влажную погоду грязно-беловатая, при подсыхании белая.
Пластинки частые, тонкие, приросшие к ножке или слабо нисходящие на неё, беловатые, затем с желтоватым и иногда розоватым оттенком, с цельным краем.
Мякоть жёсткая, белая, с мучным запахом, обычно с мучным вкусом.
Ножка 2—7 см длиной и 0,4—1,7 см толщиной, обычно немного эксцентрическая, иногда центральная или, напротив, почти боковая, жёсткая, волокнистая, беловатая.
Споровый отпечаток белого цвета. Споры 4—6×3—4 мкм, с гладкими стенками, не амилоидные. Базидии четырёхспоровые, 20—29×4—6 мкм. Цистиды обычно отсутствуют.
Съедобный гриб с довольно жёсткой мякотью.

## Экология и ареал
Произрастает на древесине широколиственных пород — дуба, бука, вяза, тополя, конского каштана. Вызывает бурую гниль. Широко распространённый в Евразии вид.

## Синонимы
- Agaricus abscondens Peck, 1879
- Agaricus ambiguus Secr., 1833, nom. inval.
- Agaricus circinatus Fr., 1838, nom. illeg.
- Agaricus lignatilis Pers., 1801 : Fr., 1821basionym
- Agaricus markii Tratt., 1805
- Clitocybe lignatilis (Pers.) P.Karst., 1879
- Dendrosarcus circinatus (Gillet) Kuntze, 1898
- Dendrosarcus lignatilis (Pers.) Kuntze, 1898
- Hypsizygus circinatus (Gillet) Singer, 1951
- Nothopanus lignatilis (Pers.) Bon, 1986
- Omphalia lignatilis (Pers.) Quél., 1902
- Pleurocybella lignatilis (Pers.) Singer, 1947
- Pleurotus abscondens (Peck) Sacc., 1887
- Pleurotus circinatus (Fr. ex) Gillet, 1876
- Pleurotus lignatilis (Pers.) P.Kumm., 1871